# Persone di nome Charles/Cestisti
| Questa pagina contiene informazioni ricavate automaticamente dalle voci biografiche con l'ausilio del template Bio e di un bot. L'aggiornamento è periodico e automatico e ricostruisce completamente la pagina. Se manca una persona in questa lista, sei pregato di non aggiungerla, ma accertati piuttosto che la sua voce biografica contenga il template Bio e che i dati anagrafici siano correttamente compilati. Se il template Bio manca, inseriscilo tu stesso o, in alternativa, metti l'avviso {{tmp\|Bio}} che ne segnala la mancanza. Se i dati riportati sono sbagliati, correggi direttamente la voce biografica; le modifiche saranno visibili in questa lista entro pochi giorni. Per chiarimenti vedi il progetto antroponimi. La lista contiene solo le 129 persone che sono citate nell'enciclopedia e per le quali è stato implementato correttamente il template Bio. Pagina aggiornata al 22 lug 2025. |

Questa è una lista di persone presenti nell'enciclopedia che hanno il nome Charles e sono cestisti.

## A(4)
- Charles Abouo, cestista ivoriano (Cocody, n. 1989)
- Bud Acton, ex cestista statunitense (Troy, n. 1942)
- Stan Albeck, cestista e allenatore di pallacanestro statunitense (Chenoa, n. 1931 - † 2021)
- Chuck Aleksinas, ex cestista statunitense (Litchfield, n. 1959)

## B(16)
- Charles Bardawil, ex cestista libanese (Zouk Mikael, n. 1980)
- Charles Barkley, ex cestista statunitense (Leeds, n. 1963)
- Charles Barton, cestista svedese (Luleå, n. 1992)
- Charles Bassey, cestista nigeriano (Lagos, n. 2000)
- Charles Beasley, cestista statunitense (Shawnee, n. 1945 - McKinney, † 2015)
- Charles Bediako, cestista canadese (Brampton, n. 2002)
- Henry Bibby, ex cestista e allenatore di pallacanestro statunitense (Franklinton, n. 1949)
- Charlie Black, cestista statunitense (Arco, n. 1921 - Rogers, † 1992)
- Chuck Bloedorn, cestista e giocatore di baseball statunitense (Chicago, n. 1912 - Pinehurst, † 1998)
- Charles Borck, cestista filippino (Manila, n. 1917 - Las Vegas, † 2008)
- Charlie Bowerman, cestista statunitense (Alamo, n. 1939 - † 2023)
- Charles Bradley, ex cestista e allenatore di pallacanestro statunitense (Havre de Grace, n. 1959)
- Charles Bradley, ex cestista statunitense (Tampa, n. 1963)
- Charlie Brown, cestista statunitense (Filadelfia, n. 1997)
- Roy Burkett, cestista canadese (Winnipeg, n. 1921 - Winnipeg, † 1997)
- Charlie Butler, cestista statunitense (Chicago, n. 1920 - Youngstown, † 2014)

## C(8)
- Charles Callison, cestista statunitense (Moreno Valley, n. 1994)
- Chuck Chapman, cestista canadese (Vancouver, n. 1911 - Victoria, † 2002)
- Chuck Chuckovits, cestista statunitense (Akron, n. 1912 - Sylvania, † 1991)
- Charles Claxton, ex cestista americo-verginiano (St. Thomas, n. 1970)
- Charles Cooke, cestista statunitense (Trenton, n. 1994)
- Tarzan Cooper, cestista e allenatore di pallacanestro statunitense (Newark, n. 1907 - Filadelfia, † 1980)
- Chuck Cooper, cestista statunitense (Pittsburgh, n. 1926 - Pittsburgh, † 1984)
- Charlie Criss, ex cestista e allenatore di pallacanestro statunitense (Valhalla, n. 1948)

## D(7)
- Chuck Dalton, cestista e giocatore di baseball canadese (Windsor, n. 1927 - † 2013)
- Chuck Darling, cestista statunitense (Denison, n. 1930 - Littleton, † 2021)
- Charles Davis, ex cestista statunitense (Nashville, n. 1958)
- Charlie Davis, ex cestista statunitense (New York, n. 1949)
- Chuck Davis, ex cestista statunitense (Selma, n. 1984)
- Lefty Driesell, cestista e allenatore di pallacanestro statunitense (Norfolk, n. 1931 - Virginia Beach, † 2024)
- Charles Dudley, ex cestista statunitense (Harrisburg, n. 1950)

## E(5)
- Charles Edge, ex cestista statunitense (Hamtramck, n. 1950)
- Chuck Eidson, ex cestista statunitense (Summerville, n. 1980)
- C.J. Elleby, cestista statunitense (Federal Way, n. 2000)
- Charlie Epperson, cestista statunitense (McLeansboro, n. 1919 - Palm Beach, † 1996)
- Chuck Evans, ex cestista e allenatore di pallacanestro statunitense (Atlanta, n. 1971)

## F(1)
- Bruce Flick, cestista australiano (Sydney, n. 1933 - † 2021)

## G(7)
- Charles Gaines, ex cestista statunitense (Houston, n. 1981)
- Charles Galliou, cestista francese (Saint-Sébastien-sur-Loire, n. 1995)
- Charles García, cestista costaricano (Los Angeles, n. 1988)
- Chuck Gardner, ex cestista statunitense (Lincoln, n. 1944)
- Gorham Getchell, cestista, allenatore di pallacanestro e giocatore di football americano statunitense (Abington, n. 1920 - Manhattan Beach, † 1980)
- Chuck Gilmur, cestista e allenatore di pallacanestro statunitense (Seattle, n. 1922 - Tacoma, † 2011)
- Chuck Grigsby, cestista e allenatore di pallacanestro statunitense (Dayton, n. 1928 - Kettering, † 2003)

## H(10)
- Chick Halbert, cestista statunitense (Albany, n. 1919 - Coupeville, † 2013)
- Chuck Hanger, cestista e avvocato statunitense (Alameda, n. 1924 - Carmel-by-the-Sea, † 1995)
- Charlie Hardnett, cestista statunitense (Atlanta, n. 1938 - Louisville, † 2019)
- Chuck Hawley, cestista e giocatore di baseball statunitense (Odin, n. 1915 - Odin, † 1992)
- Chuck Hayes, ex cestista statunitense (San Leandro, n. 1983)
- Charles Hemmerlin, cestista francese (Durmenach, n. 1912 - Mulhouse, † 1960)
- Charlie Henke, cestista statunitense (Marshall, n. 1939 - † 2021)
- Charles Hentz, ex cestista statunitense (n. 1947)
- Charlie Hoag, cestista statunitense (Guthrie, n. 1931 - Kansas City, † 2012)
- Chuck Hyatt, cestista statunitense (Syracuse, n. 1908 - St. Petersburg, † 1978)

## J(10)
- Charles Jackson, cestista statunitense (Sacramento, n. 1993)
- Charles Jenkins, ex cestista statunitense (Brooklyn, n. 1989)
- Charlie Joachim, cestista e allenatore di pallacanestro statunitense (Youngstown, n. 1920 - San Francisco, † 2002)
- Splinter Johnson, cestista statunitense (Frankfort, n. 1920 - Suwannee, † 2002)
- Charles Johnson, cestista statunitense (Corpus Christi, n. 1949 - Oakland, † 2007)
- Charles Jones, ex cestista statunitense (Scooba, n. 1962)
- Charles Jones, ex cestista statunitense (Brooklyn, n. 1975)
- Charles Jones, ex cestista statunitense (McGehee, n. 1957)
- Charles Jordan, cestista statunitense (Indianapolis, n. 1954 - Indianapolis, † 2023)
- Chuck Jura, ex cestista statunitense (Schuyler, n. 1950)

## K(3)
- Charles Kirkland, ex cestista statunitense (Chester, n. 1950)
- Chuck Kornegay, ex cestista statunitense (Dudley, n. 1974)
- C.J. Kupec, ex cestista statunitense (Oak Lawn, n. 1953)

## L(5)
- Charles Kahudi, ex cestista della Repubblica Democratica del Congo (Kinshasa, n. 1986)
- Doug Legg, cestista britannico (Birmingham, n. 1914 - Malvern, † 1989)
- Chuck Lloyd, ex cestista statunitense (Arlington Heights, n. 1947)
- Slim Lonsdorf, cestista statunitense (Mantiowoc, n. 1905 - Sheboygan, † 1987)
- Charlie Lowery, ex cestista statunitense (n. 1949)

## M(10)
- Ed Macauley, cestista e allenatore di pallacanestro statunitense (St. Louis, n. 1928 - St. Louis, † 2011)
- Charles Manning, cestista statunitense (Riverhead, n. 1998)
- Buster Matheney, cestista statunitense (Los Angeles, n. 1956 - Los Angeles, † 2000)
- Tom McMillen, ex cestista e politico statunitense (Elmira, n. 1952)
- Chuck Mencel, ex cestista statunitense (Phillips, n. 1933)
- Charles Minlend, ex cestista camerunese (Yaoundé, n. 1973)
- Charles Mitchell, cestista statunitense (Marietta, n. 1993)
- Charlie Moore, cestista statunitense (Chicago, n. 1998)
- Chuck Mrazovich, cestista e allenatore di pallacanestro statunitense (Ambridge, n. 1924 - Hialeah, † 2020)
- Stretch Murphy, cestista statunitense (Marion, n. 1907 - Tampa, † 1992)

## N(3)
- Cotton Nash, cestista e giocatore di baseball statunitense (Jersey City, n. 1942 - Lexington, † 2023)
- Chuck Nevitt, ex cestista statunitense (Cortez, n. 1959)
- Chuck Noble, cestista statunitense (Akron, n. 1931 - † 2011)

## O(4)
- Charles O'Bannon, ex cestista statunitense (Bellflower, n. 1975)
- Mike O'Neill, cestista statunitense (Berkeley, n. 1928 - † 1993)
- Chuck Osborne, cestista statunitense (Flat Gap, n. 1939 - Johnson, † 1979)
- Bo Outlaw, ex cestista statunitense (San Antonio, n. 1971)

## P(6)
- Charley Parks, ex cestista statunitense (n. 1946)
- Charlie Parsley, cestista e allenatore di pallacanestro statunitense (London, n. 1925 - Las Vegas, † 1997)
- Charlie Paulk, cestista statunitense (Fitzgerald, n. 1946 - San Diego, † 2014)
- Charles Perry, cestista statunitense (Savannah, n. 1921 - Tampa, † 2001)
- Tony Peyton, cestista statunitense (Elyria, n. 1921 - Midland, † 2007)
- Charles Pittman, ex cestista statunitense (Rocky Mount, n. 1958)

## R(2)
- Charles Ramsdell, ex cestista statunitense (Oklahoma City, n. 1985)
- Norm Richardson, ex cestista e allenatore di pallacanestro statunitense (Brooklyn, n. 1979)

## S(13)
- Charlie Scott, ex cestista statunitense (New York, n. 1948)
- Charlie Sells, cestista statunitense (Seattle, n. 1940 - † 2012)
- Charles Shackleford, cestista statunitense (Kinston, n. 1966 - Kinston, † 2017)
- Chuck Shanklin, cestista statunitense (Indianapolis, n. 1921 - Avon, † 2006)
- Chuck Share, cestista statunitense (Akron, n. 1927 - Chesterfield, † 2012)
- Charley Shipp, cestista e allenatore di pallacanestro statunitense (Indianapolis, n. 1913 - † 1988)
- Charlie Sitton, ex cestista statunitense (McMinnville, n. 1962)
- Charles Smith, ex cestista statunitense (Bridgeport, n. 1965)
- Charles Smith, ex cestista statunitense (Washington, n. 1967)
- Charles Smith, ex cestista statunitense (Fort Worth, n. 1975)
- Tony Smith, ex cestista statunitense (Wauwatosa, n. 1968)
- Charles Stettler, cestista svizzero (n. 1909)
- Salim Stoudamire, ex cestista statunitense (Portland, n. 1982)

## T(5)
- Charles Tassin, ex cestista e allenatore di pallacanestro francese (Ibaku, n. 1946)
- Chuck Taylor, cestista e allenatore di pallacanestro statunitense (Contea di Brown, n. 1901 - Indianapolis, † 1969)
- Charles Thomas, cestista statunitense (Jackson, n. 1986)
- Charles Thomas, ex cestista e allenatore di pallacanestro statunitense (Dayton, n. 1969)
- Charlie Tyra, cestista statunitense (Louisville, n. 1935 - Louisville, † 2006)

## V(1)
- Chico Vaughn, cestista statunitense (Portland, n. 1940 - Carbondale, † 2013)

## W(8)
- C.J. Wallace, ex cestista statunitense (Atlanta, n. 1982)
- C.J. Watson, ex cestista statunitense (Las Vegas, n. 1984)
- Bubba Wells, ex cestista e allenatore di pallacanestro statunitense (Russellville, n. 1974)
- Chuckie White, ex cestista statunitense (Monrovia, n. 1968)
- Hawkeye Whitney, ex cestista statunitense (Washington, n. 1957)
- Buck Williams, ex cestista e allenatore di pallacanestro statunitense (Rocky Mount, n. 1960)
- Charlie Williams, ex cestista statunitense (Colorado Springs, n. 1943)
- Chuckie Williams, ex cestista statunitense (Columbus, n. 1953)

## Y(1)
- Charlie Yelverton, ex cestista e allenatore di pallacanestro statunitense (New York, n. 1948)